# Paardenslager

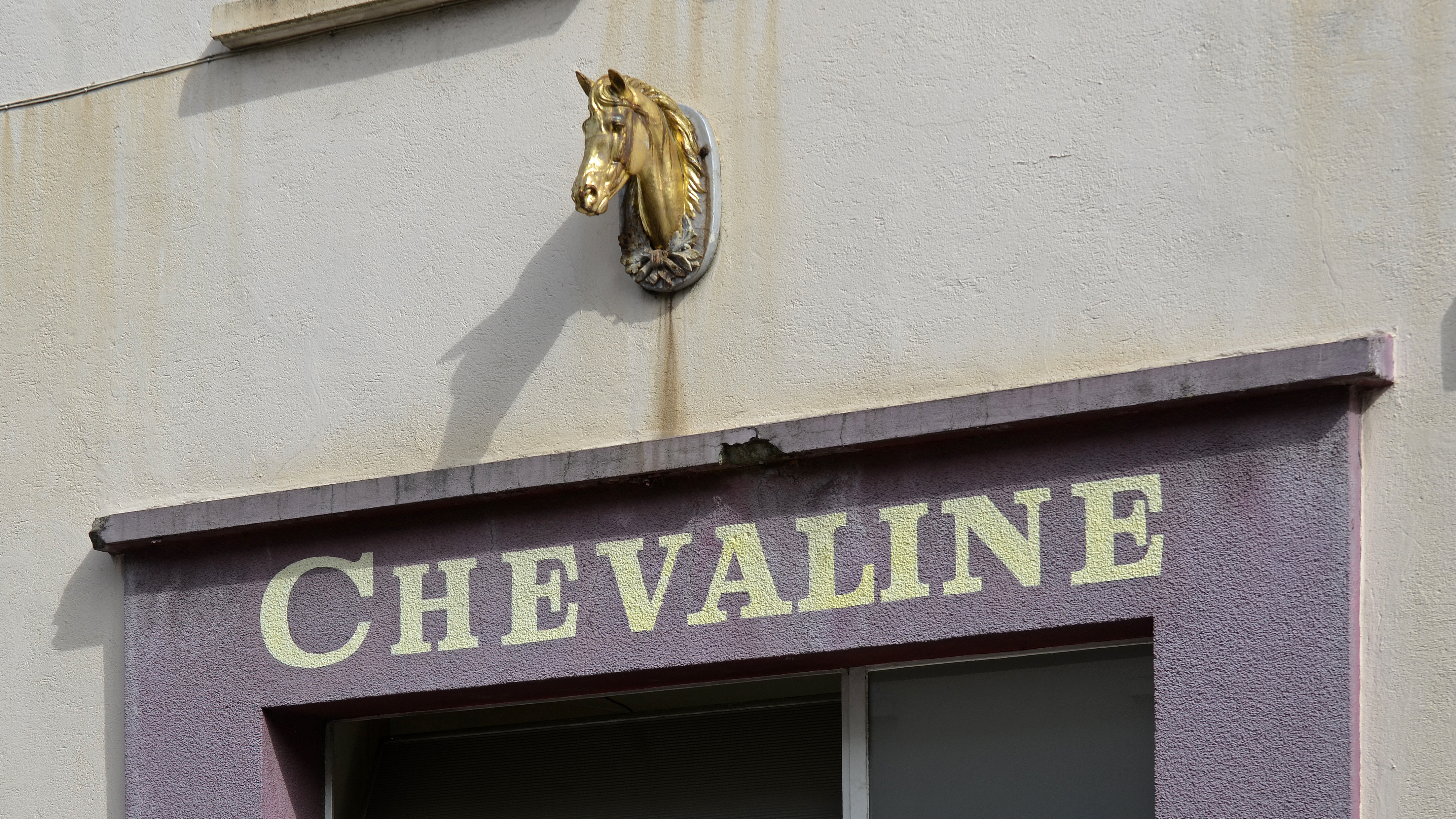
Voormalige paardenslagerij in Frankrijk

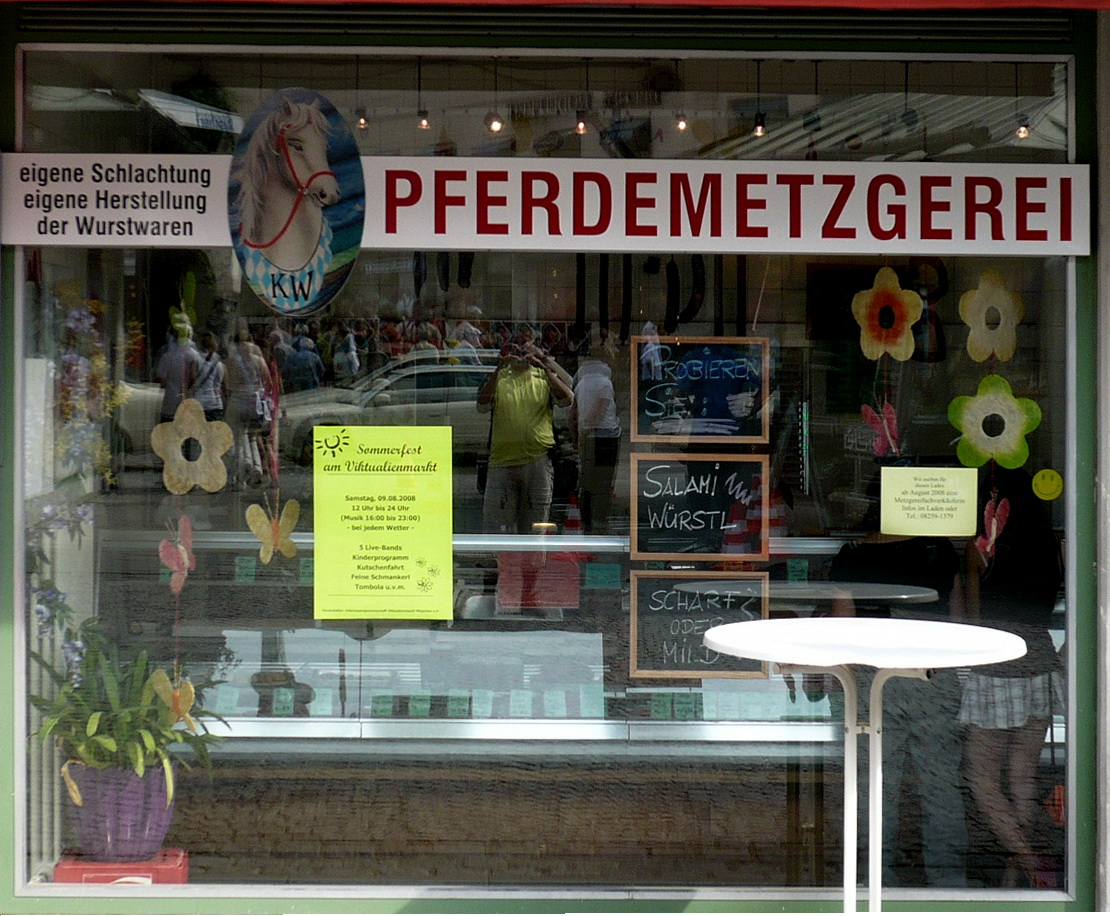
Etalage van een paardenslagerij in München

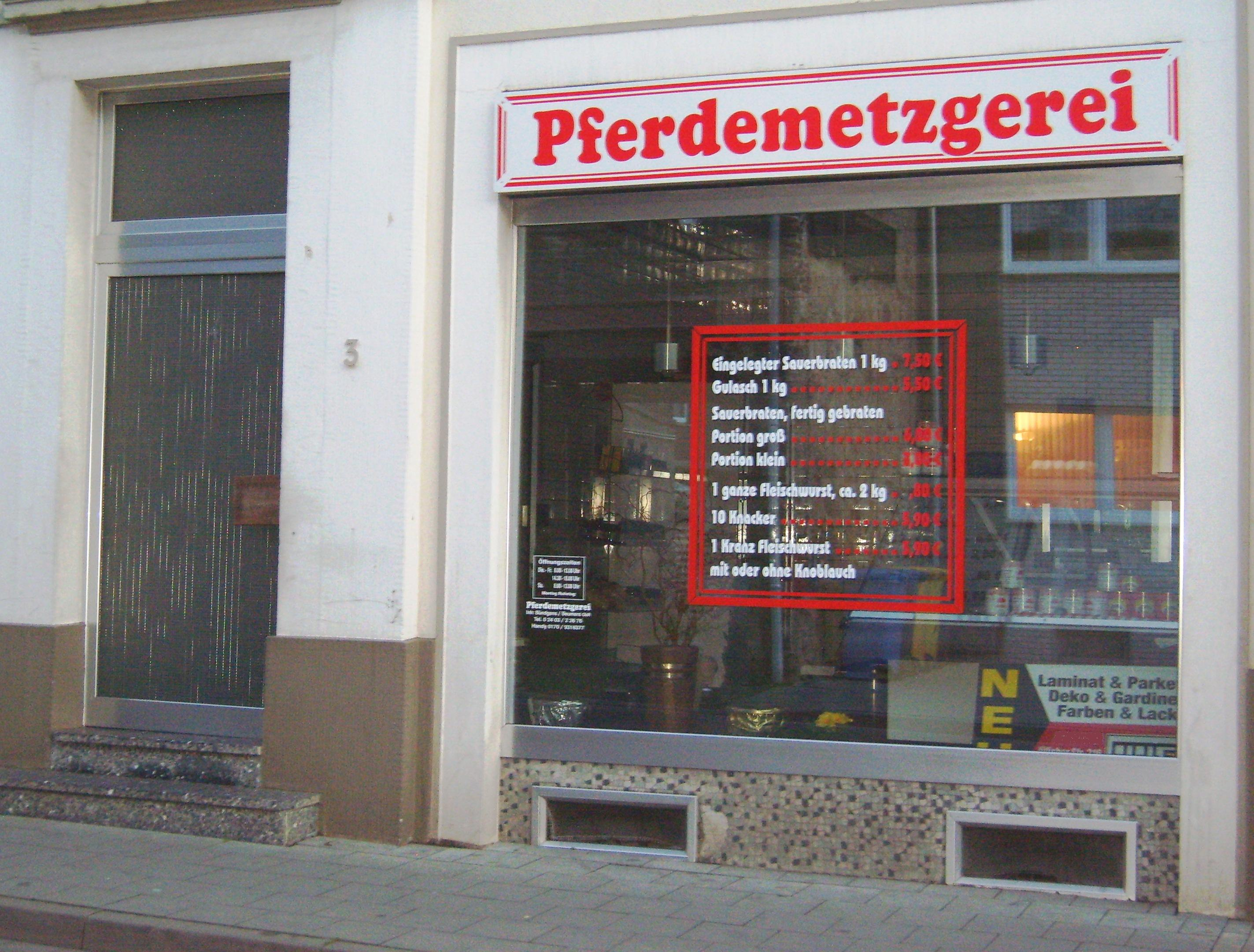
Gevel van een paardenslagerij in Eschweiler

Een paardenslager is een ambachtelijke slager die alleen vlees of vleesproducten van paarden verkoopt. Vooral in vroeger jaren was deze slager populair omdat hun paardenvlees en worstproducten goedkoper waren dan de vleessoorten bij de andere slagers.
Paardenslagers vond men bijna in iedere grote stad. Het is een oud beroep. Vele bedrijven gingen over van vader op zoon.
Heden ten dage bestaan er in Nederland nog slechts weinig gespecialiseerde paardenslagers. Zij kopen hun paarden op de markt, bijvoorbeeld de wekelijkse veemarkt in Utrecht. De paarden worden daarna in toegelaten slachterijen geslacht. De onbewerkte delen worden in een ruimte achter de winkel van de paardenslager uitgebeend en verwerkt tot producten voor de consument. Er bestaan fervente tegenstanders van paardenvlees en gepassioneerde liefhebbers ervan.
Volgens een van de laatst overgebleven paardenslagers in de provincie Utrecht is het vlees van veulens en van jonge paarden (enters en twenters) het meest malse vlees. Vlees van oudere paarden is iets minder mals maar toch meer populair in België omdat het een intensere smaak heeft. Bijzondere waardering hebben de slager en zijn afnemers voor het vlees van veulens van koudbloedrassen zoals Belgische trekpaarden. Volgens dezelfde bron is het overgrote deel van het paardenvlees dat tegenwoordig in de vleesverwerkende industrie gebruikt wordt afkomstig van import uit het buitenland.
Paarden die bij de slager terechtkomen zijn enerzijds jonge dieren die afgekeurd zijn voor de fokkerij en anderzijds oudere paarden die om een of andere reden overbodig of onbruikbaar werden voor de paardensport of voor ander werk. Vroeger bestond er een strengere scheiding dan tegenwoordig tussen slachterijen voor paarden en slachterijen voor andere dieren, zoals runderen en varkens.

## Specialiteiten
- Gentse paardenlookworst
- Lokerse paardenworst
- Rookvlees